# پتر یکم صربستان
پتر یکم (به صربی:Петар I Карађорђевић؛ ۲۹ ژوئن ۱۸۴۴-۱۶ اوت ۱۹۲۱) آخرین شاه صربستان از ۱۹۰۳ تا ۱۹۱۸ و متعاقباً اولین فرمانروای پادشاهی تازه تاسیس یوگسلاوی از ۱۹۱۸ تا ۱۹۲۱ میلادی بود. پتر یکی از نوادگان کاراجورج، اولین فرمانروای صربستان مستقل و فرمانده اولین قیام صربستان (۱۸۰۴-۱۸۱۳) بود. شاهزاده پتر سومین پسر شاهزاده الکساندر کارادوردویچ، فرمانروای صربستان از ۱۸۴۲ تا ۱۸۵۸ میلادی، بود. پتر پس از مرگ برادر بزرگش، رئیس خاندان کارادوردویچ شد. به دلیل فرماندهی موفقیت‌آمیز لشکر صربستان در جنگ‌های بالکان و جنگ جهانی اول در سال ۱۹۱۸ به او لقب پتر آزادی‌بخش کبیر (Kralj Petar Veliki Oslobodilac) اعطا گردید. پتر یکم در جوانی با هزینه خودش، مقاله مشهور درباره آزادی از جان استوارت‌میل را ترجمه و منتشر نمود.

## حکومت بر صربستان
پتر که قبلاً در اروپای غربی تحصیل کرده بود، علاقه داشت که پادشاهی مشروطه ای به سبک آنجا در صربستان ایجاد نماید. در ۱۹۰۳، قانون اساسی صربستان به سبک قانون اساسی سال ۱۸۳۱ بلژیک، نگاشته شد و به اجرا درآمد. پتر دموکراسی لازم را در مورد پارلمان صربستان به جا می‌آورد.
دوره حکومت پتر از ۱۹۰۳ تا ۱۹۱۴ به دلیل آزادی‌های سیاسی و مطبوعاتی به عنوان عصر طلایی صربستان شناخته می‌شود. خصوصاً محبوبیت فزاینده او با جنگ‌های بالکان در ۱۹۱۲-۱۹۱۳ میلادی باز هم بیش‌تر گردید. در جنگ جهانی اول، فرماندهی قابل توجه او موجب ایستادگی و پایداری ارتش صربستان در مقابل حمله سنگین اتریش-مجارستان شد. با پایان جنگ، در ۱ دسامبر ۱۹۱۸ میلادی، پتر به عنوان شاه یوگسلاوی که اینک از اتحاد کروآسی، اسلوونی، بوسنی و صربستان تشکیل شده بود، سلطنت خود را ادامه داد. او سرانجام در ۱۹۲۱ درگذشت و پسر دومش الکساندر، به سلطنت رسید.